# Que Sera, Sera
Whatever Will Be, Will Be (Que Sera, Sera) (Englisch bzw. (falsches) Spanisch für „Was sein wird, wird sein“) ist ein Popsong, der 1956 von Ray Evans und Jay Livingston für den Film Der Mann, der zuviel wusste von Alfred Hitchcock geschrieben wurde. Im Film wurde er von Doris Day gesungen und 1957 als bester Song mit dem Oscar ausgezeichnet. In Großbritannien erreichte er Platz eins der Hitparade, in den USA war es ein Nummer-zwei-Hit und wurde zum Millionenseller. Auf der französischen Single Philips-429.216 BE (1956) wurde das Lied unter dem Titel Qué Será Será (Whatever will be, will be) veröffentlicht.
Von 1968 bis 1973 war das Lied die Erkennungsmelodie der Doris Day Show im US-amerikanischen Fernsehen. Ebenfalls von Doris Day gesungen kommt der Song in ihren späteren Filmen Spion in Spitzenhöschen und Meisterschaft im Seitensprung vor.
Im Lied stellt ein Mädchen seiner Mutter Fragen nach der Zukunft. Als das Mädchen erwachsen geworden ist, fragt sie ihren Mann, und ihr Kind stellt ihr ebenfalls Fragen. Die Antwort ist immer: „Qué será, será“.

## Coverversionen (Auswahl)
- 1956: Deutsche Version von Lys Assia unter dem Titel Was kann schöner sein
- 1957: Deutsche Version von Barbara Kist unter dem Titel Que sera sera (Was kann schöner sein?) mit Text von Werner Cyprys
- 1959/1960: Tommy Steele
- 1964: Earl Royce & the Olympics’ Version, aufgenommen von George Martin
- 1965: Nummer-eins-Hit in Australien für Normie Rowe & the Playboys
- 1966: The-Lords-Single Que Sera / Boom Boom (Januar 1966)
- 1970: Mary Hopkin
- 1971: Eleanor Bodel
- 1973: Sly & the Family Stone auf dem Album Fresh
- 1979: Kikki Danielsson auf ihrem Album Rock’n Yodel
- 1982: Shakin’ Stevens auf seinem Album Give Me Your Heart Tonight
- 1987: Ex-New-York-Dolls-Gitarrist Johnny Thunders
- 1993: Holly Cole auf ihrem Album Don't Smoke in Bed
- 1993: Die K Foundation veröffentlichte in Kooperation mit dem Chor der Roten Armee ein Medley aus Que Sera, Sera und John Lennons und Yoko Onos Song Happy Xmas (War Is Over) unter dem Titel K Cera Cera (War is Over If You Want It)
- 1997: Pink Martini auf ihrem Debütalbum Sympathique
- 2001: Hermes House Band auf dem Coveralbum The Album
- 2007: Damien Rice und David Gray spielten diesen Song mit verändertem Text beim Live-Earth-Konzert im Wembley-Stadion
- 2011: Pietro Lombardi auf dem Album Jackpot
- 2024: Pixies auf der Single You're So Impatient[1]